# Communes de la province de La Spezia
- Haut – A
- B
- C
- D
- E
- F
- G
- H
- I
- J
- K
- L
- M
- N
- O
- P
- Q
- R
- S
- T
- U
- V
- W
- X
- Y
- Z

## A
- Ameglia
- Arcola

## B
- Beverino
- Bolano
- Bonassola
- Borghetto di Vara
- Brugnato

## C
- Calice al Cornoviglio
- Carro
- Carrodano
- Castelnuovo Magra

## D
- Deiva Marina

## F
- Follo
- Framura

## L
- La Spezia
- Lerici
- Levanto

## M
- Maissana
- Monterosso al Mare

## O
- Ortonovo

## P
- Pignone
- Portovenere

## R
- Riccò del Golfo di Spezia
- Riomaggiore
- Rocchetta di Vara

## S
- Santo Stefano di Magra
- Sarzana
- Sesta Godano

## V
- Varese Ligure
- Vernazza
- Vezzano Ligure

## Z
- Zignago